# Sellia Marina
Sellia Marina este o comună în provincia Catanzaro, în regiunea Calabria (Italia). 7692 locuitori (31/12/2019).

Localizarea în provincia Catanzaro

## Demografie
Sellia Marina - evoluția demografică

|  | Graficele sunt indisponibile din cauza unor probleme tehnice. Mai multe informații se găsesc la Phabricator și la wiki-ul MediaWiki. |

Date: Recensăminte sau birourile de statistică - grafică realizată de Wikipedia